# Trionfale (Quartiere)

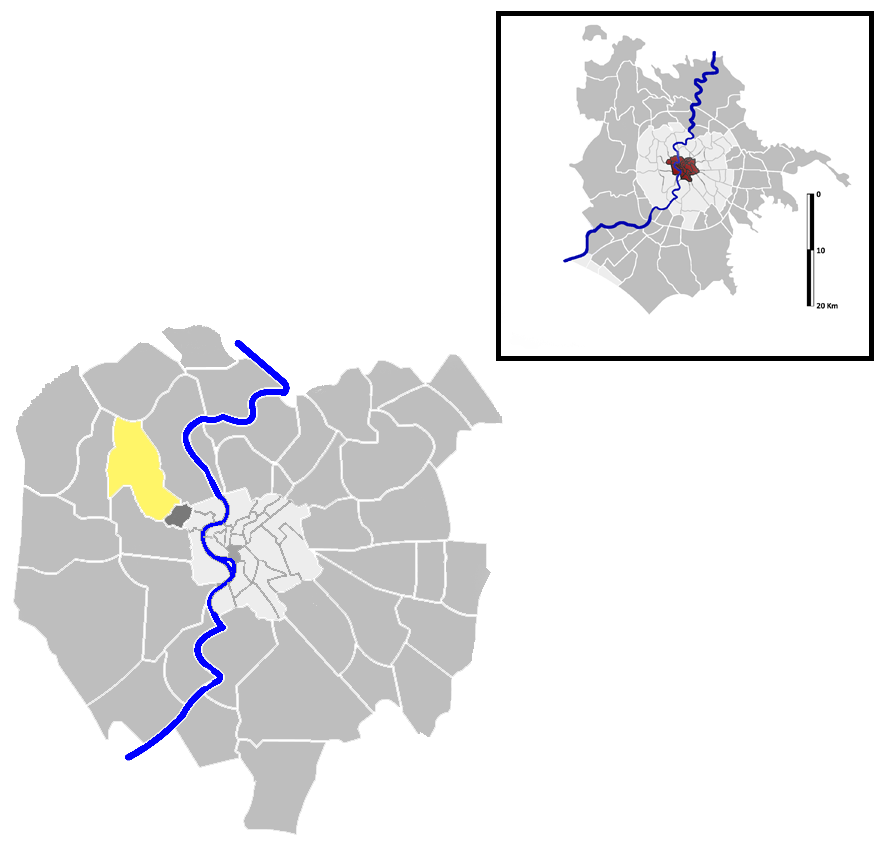
Lage von Trionfale in Rom

Trionfale ([trjoɱˈfaːle]) ist ein Quartier im Nordwesten der italienischen Hauptstadt Rom. Der Name leitet sich von der Via Trionfale ab. Das Quartier wird als Q.II bezeichnet und ist Teil von Municipio I, XIII und XIV. Es zählt 55.338 Einwohner und hat eine Fläche von 6,1691 km².
Es bildet die mit dem Code 19.e bezeichnete zone urbanistiche, mit 17.287 Einwohnern im Jahr 2010.

## Geschichte
Trionfale ist einer der ersten 15 Bezirke, die 1911 in Rom gegründet und 1921 offiziell anerkannt wurden. Bis in die 1970er Jahre galt das Gebiet um den Monte Ciocci zahlreiche Slums für die bedürftigen Arbeiter aus Süditalien und den ehemaligen italienischen Kolonien. Dies wurde in den Filmen von Ettore Scola wie zum Beispiel Die Schmutzigen, die Häßlichen und die Gemeinen festgehalten.

## Besondere Orte
- Via Trionfale
- San Giuseppe al Trionfale
- San Pio X
- Gesù Divino Maestro
- Santa Maria delle Grazie al Trionfale